# Liste des circonscriptions législatives de la Dordogne
Le département français de la Dordogne est, sous la Cinquième République, constitué de quatre circonscriptions législatives, ce nombre étant stable depuis 1958. Leurs limites ont été redéfinies lors du redécoupage de 1986, mais n'ont pas été affectées par celui de 2010, en vigueur à compter des élections législatives de 2012.

## Présentation

Les quatre circonscriptions législatives de la Dordogne depuis le découpage de 1986, applicable en 1988.

Par ordonnance du 13 octobre 1958 relative à l'élection des députés à l'Assemblée nationale, le département de la Dordogne est constitué de quatre circonscriptions électorales. 
Lors des élections législatives de 1986 qui se sont déroulées selon un mode de scrutin proportionnel à un seul tour par listes départementales, le nombre de quatre sièges de la Dordogne a été conservé.
Le retour à un mode de scrutin uninominal majoritaire à deux tours en vue des élections législatives suivantes, a maintenu ce nombre de quatre sièges,, selon un nouveau découpage électoral.
Le redécoupage des circonscriptions législatives réalisé en 2010 et entrant en application à compter des élections législatives de juin 2012, n'a modifié ni le nombre ni la répartition des circonscriptions de la Dordogne.

## Composition des circonscriptions

### Composition de 1958 à 1988
Entre 1958 et le nouveau découpage applicable en 1988, le département de la Dordogne comprend quatre circonscriptions regroupant les cantons suivants :
- 1re circonscription : Montpon-sur-l'Isle[8], Mussidan, Neuvic, Périgueux[9], Saint-Astier, Saint-Pierre-de-Chignac.
- 2e circonscription : Beaumont, Bergerac[10], Cadouin[11], Eymet, La Force, Issigeac, Lalinde, Monpazier, Sigoulès, Vélines, Villamblard, Villefranche-de-Lonchat.
- 3e circonscription : Brantôme, Bussière-Badil, Champagnac-de-Belair, Excideuil, Jumilhac-le-Grand, Lanouaille, Mareuil, Montagrier, Nontron, Ribérac, Saint-Aulaye, Saint-Pardoux-la-Rivière, Thiviers, Verteillac.
- 4e circonscription : Belvès, Le Bugue, Carlux, Domme, Hautefort, Montignac, Saint-Cyprien, Saint-Alvère[12], Salignac[13], Sarlat-la-Canéda[14], Savignac-les-Églises, Terrasson[15], Thenon, Vergt, Villefranche-du-Périgord.

### Composition de 1988 à 2015
Lors du découpage de 1986 applicable aux élections de 1988, deux cantons changent de circonscription. Le canton de Saint-Pierre-de-Chignac (issu de la 1re circonscription précédente) est rattaché à la 4e circonscription. Le canton de Savignac-les-Églises (issu de la 4e circonscription précédente) passe dans la 3e circonscription. La composition de la 2e circonscription reste inchangée.
Les quatre circonscriptions regroupent alors les cantons suivants :
- 1re circonscription : Montpon-Ménestérol, Mussidan, Neuvic, Périgueux-Centre, Périgueux-Nord-Est, Périgueux-Ouest, Saint-Astier.
- 2e circonscription : Beaumont-du-Périgord, Bergerac-I, Bergerac-II, Le Buisson-de-Cadouin, Eymet, La Force, Issigeac, Lalinde, Monpazier, Sigoulès, Vélines, Villamblard, Villefranche-de-Lonchat.
- 3e circonscription : Brantôme, Bussière-Badil, Champagnac-de-Belair, Excideuil, Jumilhac-le-Grand, Lanouaille, Mareuil, Montagrier, Nontron, Ribérac, Saint-Aulaye, Saint-Pardoux-la-Rivière, Savignac-les-Églises, Thiviers, Verteillac.
- 4e circonscription : Belvès, Le Bugue, Carlux, Domme, Hautefort, Montignac, Saint-Cyprien, Sainte-Alvère, Saint-Pierre-de-Chignac, Salignac-Eyvignes[16], Sarlat-la-Canéda, Terrasson-la-Villedieu[17], Thenon, Vergt, Villefranche-du-Périgord.

### Composition à partir de 2015
À la suite du redécoupage des cantons de 2014, les circonscriptions législatives ne sont plus composées de cantons entiers mais continuent à être définies selon les limites cantonales en vigueur en 2010. Les circonscriptions sont ainsi composées des cantons actuels suivants :
- 1re circonscription : cantons de Coulouneix-Chamiers, Montpon-Ménestérol (8 communes), Périgueux-1, Périgueux-2, Saint-Astier, Trélissac (3 communes), Vallée de l'Isle (sauf commune des Lèches), auxquels s'ajoutent les communes de Saint-André-de-Double et Saint-Vincent-de-Connezac.

- 2e circonscription : cantons de Bergerac-1, Bergerac-2, Lalinde (sauf les communes de Pezuls et Sainte-Foy-de-Longas), Pays de la Force, Pays de Montaigne et Gurson, Périgord central (14 communes), Sud-Bergeracois, auxquels s'ajoutent les communes de Moulin-Neuf et des Lèches.

- 3e circonscription : cantons de Brantôme en Périgord, Isle-Loue-Auvézère (sauf communes de Brouchaud et Cherveix-Cubas), Montpon-Ménestérol (6 communes), Périgord vert nontronnais, Ribérac (sauf communes de Saint-André-de-Double et Saint-Vincent-de-Connezac), Thiviers et Trélissac (5 communes), auxquels s'ajoutent la commune déléguée du Change et la commune de Sainte-Trie.

- 4e circonscription : cantons du Périgord central (18 communes), du Haut-Périgord Noir (sauf la commune déléguée du Change et la commune de Sainte-Trie), Isle-Manoire, Sarlat-la-Canéda, Terrasson-Lavilledieu, Vallée Dordogne, de la Vallée de l'Homme, auxquels s'ajoutent les communes de Brouchaud, Cherveix-Cubas, Pezuls et Sainte-Foy-de-Longas.